# Hans Brattestå
Hans Brasta (Ramnes, Tønsberg; 17 de mayo de 1947) es un jurista noruego.
Desde 1990 es director del Parlamento de Noruega. Trabajó para el servicio exterior desde 1978 hasta 1984, y desde entonces ha sido personal del parlamento. También es miembro de la junta directiva de Lovdata.